# فیات ۵۲۲
فیات ۵۲۲ (به انگلیسی: Fiat 522) خودرویی است که در سال‌های ۱۹۳۱ تا ۱۹۳۳ تولید شده‌است.
طراحی آن خودروهای موتور جلو-محور عقب بوده وزن آن در حالت طبیعی ۱٬۳۰۰ کیلوگرم (۲٬۹۰۰ پوند) است. موتور آن ۲۵۱۶ سی‌سی سیستم جعبه‌دندهٔ آن ۴ دنده به صورت دستی است.

## نگارخانه

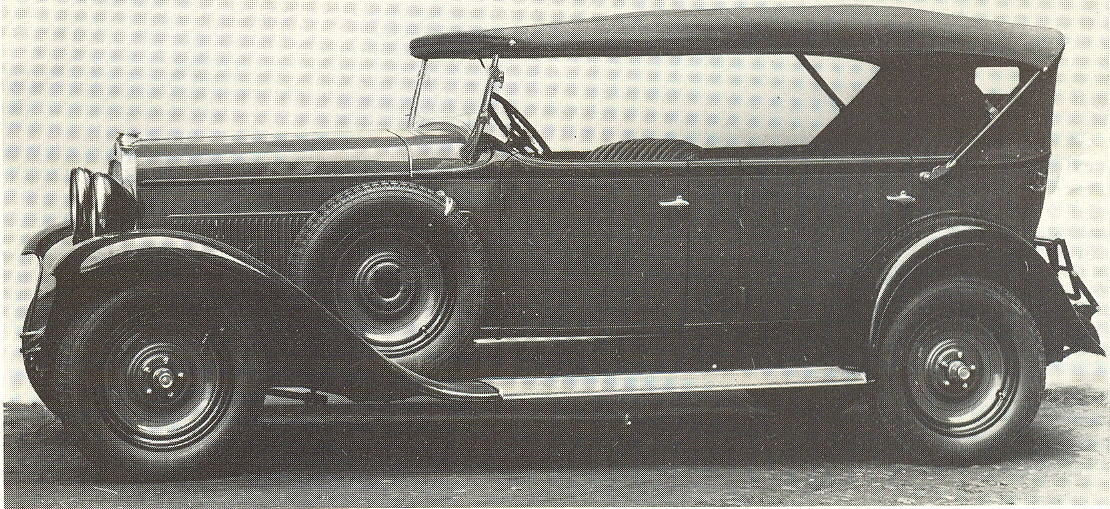
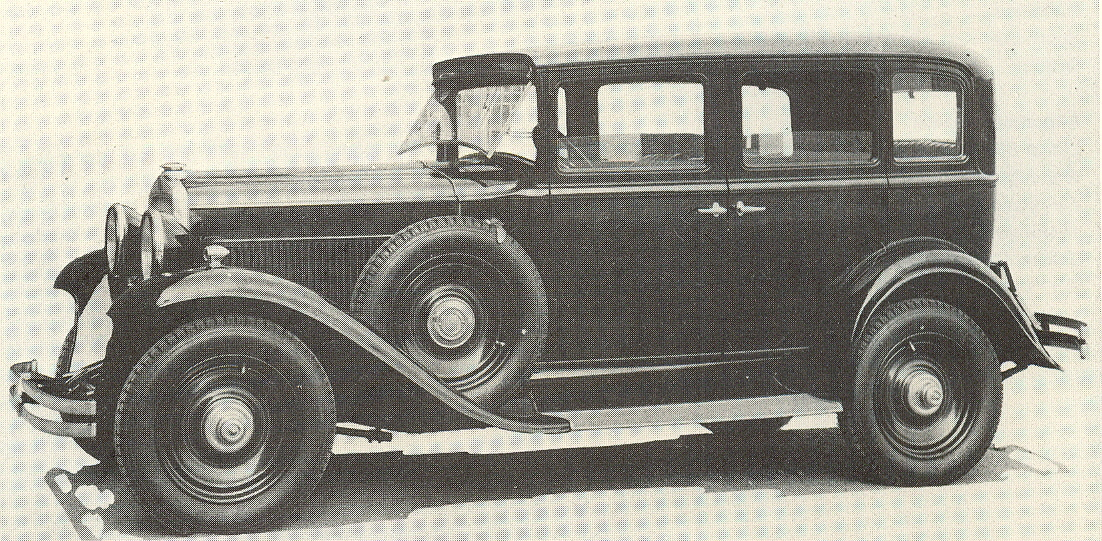